# Karel Červenka
Karel Červenka (1900 — data de morte desconhecido) foi um ciclista olímpico tchecoslovaco. Representou sua nação em dois eventos nos Jogos Olímpicos de Verão de 1924.